# طوماس ماثيو كروكس
طوماس ماثيو كروكس (بالإنجليزية: Thomas Matthew Crooks) (20 سبتمبر 2003 - 13 يوليو 2024) رجل أمريكي حاول اغتيال دونالد ترامب، الرئيس الخامس والأربعين للولايات المتحدة والمرشح المفترض للحزب الجمهوري للانتخابات الرئاسية لعام 2024، وذلك خلال تجمع انتخابي في ميريديان بولاية بنسلفانيا، بعد ثلاث أو أربع دقائق من بداية خطاب ترامب.

## حياته
عاش طوماس كروكس في بيثيل بارك بولاية بنسلفانيا، ودرس في ثانوية بيثيل بارك وتخرج منها.
انتمى كروكس إلى الحزب الجمهوري، منذ أن بلغ الثامنة عشر في 20 يناير 2021، وكان قد تبرع خلال السابعة عشر من عمره بخمسة عشر دولارًا لمشروع الإقبال التقدمي، وهي مجموعة ليبرالية لإقبال الناخبين، من خلال منصة تبرع الحزب الديمقراطي «آكت بلو»، وهي منظمة تأسست لتحسين نسبة الإقبال بين ناخبي الحزب الديمقراطي على المشاركة في الانتخابات.
قُتل كروكس على يد رجل مسلح من فريق مكافحة الاعتداء التابع للخدمة السرية الأمريكية، ولم يكن لديه سجل إجرامي سابق. أظهرت صور جثة كروكس أنه يرتدي قميص يبدو أنه من قناة على يوتيوب تعمل على نشر الأسلحة النارية وثقافة الأسلحة.

## محاولة اغتيال دونالد ترامب
في 14 يوليو 2024، حدد مكتب التحقيقات الفيدرالي هويته على أنه مطلق النار الذي وقف وراء محاولة اغتيال دونالد ترامب. أطلق النار على ترامب وأصاب أذنه اليمنى العليا خلال تجمع انتخابي بالقرب من مدينة بتلر في بنسلفانيا. كما أصاب أيضاً ثلاثة رجال من الجمهور، مما أسفر عن مقتل رجل يبلغ من العمر 50 عاماً اسمه كوري كومبيراتوري، وإصابة اثنين آخرين بجروح خطيرة. استخدم القاتل بندقية نصف آلية من طراز AR-15 اشتراها لهُ والده بشكل قانوني، وفقًا لمصادر إنفاذ القانون. قُتل كروكس على يد أحد أعضاء فريق الخدمة السرية لمكافحة الاعتداءات ‏ بعد أن بدأ في إطلاق النار. عثر على مواد لصنع القنابل داخل سيارته وفي منزله. أظهرت صور جثته وهو يرتدي قميصًا يبدو أنه سلعة دعائية من قناة يوتيوب  التي تركز على الأسلحة النارية وثقافة الأسلحة. يجري مكتب التحقيقات الفيدرالي تحقيقًا حاليًا، ولا تزال دوافعه مجهولة.
- عبوات ناسفة بدائية الصنع في صندوق سيارة كروكس عثر عليها مكتب التحقيقات الفيدرالي
- البندقية وحقيبة الظهر التي استخدمها كروكس في محاولة الاغتيال
- البندقية التي استخدمها كروكس في محاولة الاغتيال

## أنظر أيضا
- جون هينكلي جونيور